# 威化島回軍
威化島回軍（いかとうかいぐん）は、高麗末期の1388年（禑王14年）に、遼東攻伐軍の将軍であった李成桂が起こした政変。
遼東攻伐軍の将軍に任じられた李成桂が、駐屯地の威化島から攻伐軍の主力部隊を首都の開京（現在の開城）に帰還させ（回軍）、崔瑩を中心とした政権を倒したもので、高麗王朝崩壊の重要な契機となった。

## 事件の経過
1388年2月、元を倒して政権を確立した明の洪武帝は、高麗に対して元代に得た旧領を返還するように要求してきた。これに対し、親元派が主流であった高麗朝廷は議論の末、崔瑩を総司令官とする攻伐軍の遼東派遣を決定し、曹敏修と李成桂を左右都統使に任命した。この派兵に対して、李成桂は「四不可論」を掲げて反対を表明していた。　
『高麗史』によれば、「四不可論」の内容は「今者、師（軍のこと）を出すに、四つの不可あり。小（高麗）を以て大（明）に逆うは、一の不可なり。夏月に兵を発するは、二の不可なり。国を挙げて遠征せば、倭（日本）はその虚に乗ぜん、三の不可なり。時方に暑雨し、弓弩の膠は解け、大軍は疾疫せん、四の不可なり」というものであった。
同年4月18日に西京（現在の平壌）を発した軍は、5月7日に鴨緑江の中洲である威化島に到着したが、折からの長い梅雨で鴨緑江が増水し、渡河できずに難渋していた。李成桂は曹敏修に撤兵をもちかけて賛同を得ると5月22日に回軍を決定し、開京を目指した。反乱軍を率いた李成桂は6月1日には開京近郊に帰還して布陣すると、2日後に宮中に突入し、崔瑩を捕捉して配流後に処刑した。また禑王を廃して江華島に追放した後に賜死した。後継者には曹敏修の意見を入れて、昌王が即位した。
その後、クーデタに成功した李成桂と曹敏修は主導権を争った結果、李成桂が勝利し、翌1389年に李成桂が推す恭譲王（高麗最後の王）が即位した。こうして李成桂が実権を完全に掌握して朝鮮王朝開国の基礎を築いた。
威化島回軍が計画されたクーデタであったかどうかについては見解の分かれるところだが、李成桂と曹敏修との共同行動のとり方、また曹敏修主導の新王の推戴の経緯からみて、出兵当初からの計画的行動というよりは、従軍の現場での実利的な状況判断からの行動とみるのが妥当である。

## 参考資料
- 李相勲 「李成桂の威化島回軍」